# X-42 Pop-Up Upper Stage
X-42 Pop-Up Upper Stage měl být experimentální raketový stupeň na kapalné palivo, který měl mít schopnost vynést náklad o hmotnosti 910–1800 kg (2000–4000 lb) na oběžnou dráhu. Jednalo se o vojenský projekt, který je stále držen v tajnosti. Z dostupných informací lze zjistit, že program na vyvinutí nového raketového stupně vycházel ze snah Air Force Research Laboratory (AFRL) vyvinout postradatelný, nízkonákladový horní stupeň na kapalné palivo. Tento program dostal název Modular Insertion Stage (MIS), modularita měla spočívat v možnosti použít jeden až tři motory. Měl používat netoxická paliva (peroxid vodíku, kerosin). AFRL zahájilo spolupráci s Marshall Space Flight Center na tomto programu. Pro program MIS měl vzniknout demonstrátor nazvaný Upper Stage Flight Experiment (USFE). Zakázka byla přidělena Orbital Sciences na přelomu let 1997 a 1998 bylo přiděleno označení X-42A.
Aktuální stav tohoto projektu není znám a je možné, že byl zrušen.
Označení X-42 bylo neoficiálně používáno v roce 2002 AFRL pro demonstrátor znovupoužitelných prostředků – Reusable Launch Vehicle (RLV). Společnost Orbital Sciences jej použila při prezentaci jejich návrhu Multi-Role Reusable Vehicle (MRRV). Označení X-42 bylo také využito u projektu Reusable Access to Space Technology (RAST).